# 대한민국약전
대한민국약전은 대한민국의 약전(藥典, 영국 영어: pharmacopoeia, 미국 영어: pharmacopeia, 일본어: 藥局方, 중국어 (중국): 药典, 독일어: Arzneibuch)으로, 약사법 제51조 제1항에 따른 의약품 등의 성질과 상태, 품질 및 저장방법 등과 그 밖에 필요한 기준에 대한 세부사항을 정하기 위한 공정서이다.
이전에 대한약전이라고 부르기도 했다.

## 약전
국가 또는 국가가 공인한 기관 등에서 제정한 의약품에 대한 규격서이다. 법적인 효력을 가진 공정서로 대한민국약전(Korean Pharmacopoeia, KP), 일본약국방(Japanese Pharmacopoeia, JP), 미국약전(United States Pharmacopoeia, USP), 유럽약전(European Pharmacopoeia), 국제약전(International Pharmacopoeia) 등이 있다.
약사법에서 인정하는 외국 약전은 미국약전, 일본약전, 영국약전, 독일약전, 프랑스약전, 유럽약전 등 6가지 약전이다.

## 구성
- 제1조(목적)
- 제2조(세부사항의 구분)
- 제3조(재검토기한)
- 부칙
  - [별표 1] 통칙
  - [별표 2] 제제총칙
  - [별표 3] 의약품각조 1부
  - [별표 4] 의약품각조 2부
  - [별표 5] 일반시험법
  - [별표 6] 일반정보

## 역사
- 보건사회부고시 제25호(1958.10.10, 제정)[1]
- 보건사회부고시 제14호(1967.10.10, 개정)[1]
- 보건사회부고시 제40호(1976.12.10, 개정)[1]
- 보건사회부고시 제82-  4호(1982. 3. 1, 개정)[1]
- 보건사회부고시 제87- 20호(1987. 4.22, 개정)[1]
- 보건사회부고시 제92- 28호(1992. 4. 7, 개정)[1]
- 보건복지부고시 제1997- 92호(1997.12.31, 개정)[1]
- 식품의약품안전청고시 제2002- 73호(2002.12.30, 개정)[1]
- 식품의약품안전청고시 제2007- 89호(2007.12.28, 개정)[1]
- 식품의약품안전청고시 제2009- 50호(2009. 7. 9, 개정)[1]
- 식품의약품안전청고시 제2010- 10호(2010. 2.24, 개정)[1]
- 식품의약품안전청고시 제2010- 27호(2010. 5. 3, 개정)[1]
- 식품의약품안전청고시 제2010- 35호(2010. 5.28, 개정)[1]
- 식품의약품안전청고시 제2010-100호(2010.12.31, 개정)[1]
- 식품의약품안전청고시 제2011- 11호(2011. 3.14, 개정)[1]
- 식품의약품안전청고시 제2011- 65호(2011.10.28, 개정)[1]
- 식품의약품안전청고시 제2012-  9호(2012. 3.26, 개정)[1]
- 식품의약품안전청고시 제2012-129호(2012.12.27, 개정)[1]
- 식품의약품안전처고시 제2013-103호(2013. 4. 5, 개정)[1]